# William Brett (1er vicomte Esher)
William Baliol Brett (13 août 1815-24 mai 1899) est un avocat, juge et homme politique conservateur britannique. Il est brièvement solliciteur général sous Benjamin Disraeli, puis juge à la Cour des plaids-communs entre 1868 et 1876, Lord Justice of Appeal entre 1876 et 1883 et Master of the Rolls. Il est élevé à la pairie en tant que baron Esher en 1885 et nommé vicomte Esher à sa retraite en 1897.

## Jeunesse et éducation
Brett est un fils du révérend Joseph George Brett, de Chelsea, Londres, et de Dorothy, fille de George Best, de Chilston Park, Boughton Malherbe, Kent . Il fait ses études à la Westminster School, au King's College de Londres et au Gonville and Caius College, à Cambridge. Brett rame pour le Cambridge University Boat Club contre Leander Club en 1837 et 1838, puis dans l'équipage victorieux de Cambridge contre l'Université d'Oxford lors de la Boat Race de 1839 .

## Carrière
Admis au barreau en 1840, Brett se rend dans le circuit nord  et devient conseiller de la reine en 1861. À la mort de Richard Cobden en 1865, il se présente sans succès à Rochdale en tant que conservateur, mais lors d'une élection partielle de 1866, il est élu pour Helston dans des circonstances uniques. Lui et son adversaire ont recueilli exactement le même nombre de votes, et le maire, en tant que directeur du scrutin, donne alors sa voix prépondérante au candidat libéral. Cependant, comme le vote a lieu après 16 heures, un appel est interjeté et la Chambre des communes et permet aux deux députés de siéger .
Brett fait rapidement sa marque à la Chambre et, au début de 1868, il est fait chevalier et nommé solliciteur général sous Benjamin Disraeli. Au nom de la Couronne, il poursuit les Fenians accusés d'avoir causé l'indignation de Clerkenwell. Au Parlement, il joue un rôle de premier plan dans la promotion de projets de loi liés à l'administration de la loi et de la justice. En août 1868, il est nommé juge de la Cour des plaids-communs. Certaines de ses décisions à ce titre suscitent de nombreuses critiques, notamment dans le cas de la grève des chauffeurs de gaz, lorsqu'il condamne les accusés à douze mois de prison avec travaux forcés, qui sont ensuite réduits par le ministre de l'Intérieur à quatre mois.
Lors de la reconstitution de la Cour d'appel en 1876, Brett est élevé au rang de Lord Justice of Appeal. Il est admis au Conseil privé en même temps. Après avoir occupé le poste pendant sept ans, il succède à George Jessel en tant que maître des rôles en 1883. En 1885, il est élevé à la pairie en tant que baron Esher, d'Esher dans le comté de Surrey. Il s'oppose au projet de loi proposant qu'un accusé ou sa femme puisse témoigner dans leur propre procès et soutient le projet de loi qui autorise les lords d'appel à siéger et à voter après leur retraite. Le Solicitors Act de 1888, qui accroît les pouvoirs de l'Incorporated Law Society, doit beaucoup à son influence. En 1880, il prononce un discours à la Chambre des lords, dépréciant les délais et les dépenses des procès, qu'il considère comme ayant été augmentés par le Judicature Act 1873. Il prend sa retraite du banc à la fin de 1897 et est créé vicomte Esher, d'Esher dans le comté de Surrey, une dignité jamais donnée à un juge, à l'exception des lord chanceliers, pour une simple carrière légale depuis l'époque de Lord Coke.

## Famille
Lord Esher épouse Eugénie Mayer (1814-1904) en 1850. Elle est la fille de Finette et Lazare Mayer, et la belle-fille du lieutenant-colonel John Gurwood, rédacteur en chef de Wellington's Dispatches. Ils ont deux fils, Reginald et Eugène et une fille Violet, épouse de William Humble Dudley Ward et mère de William Dudley Ward . Lord Esher meurt à Londres en mai 1899, à l'âge de quatre-vingt-un ans, et est remplacé par son fils aîné, Reginald.